# Platanthera obtusata
Platanthera obtusata  es una especie de orquídea de hábito terrestre originaria del Hemisferio Norte.

## Descripción
Las especies de Platanthera se distinguen de las de Orchis y de las de Habenaria, por la ausencia de procesos estigmáticos, al poseer un espolón nectarífero para atraer a los insectos polinizadores. Otra característica diferenciadora es la de sus raíces tubérculos ovoideas.  
Es una orquídea de tamaño pequeño a mediano, que prefiere el clima frío. Tiene hábito terrestre con múltiples hojas basales, que disminuyen del tamaño al subir, son linear-oblanceoladas,  ovales, casi igualando la altura de la inflorescencia, roma apicalmente, de color verde que florece en el verano en una inflorescencia terminal, erecta, con 9 a 15 flores fragantes.

## Distribución y hábitat
Se encuentra en Noruega, Suecia, Rusia, Ártico, Siberia, Aleutianas, Alaska, Territorios del Noroeste, Yukón, Columbia Británica, Alberta, Manitoba, Saskatchewan, Ontario, Quebec, Isla del Príncipe Eduardo, Nueva Escocia, Nuevo Brunswick, Labrador, Washington, Idaho , Montana, Wyoming, Colorado, Utah, Minnesota, Wisconsin, Michigan, Maine, Nuevo Hampshire, Vermont, Massachusetts y Nueva York.

## Taxonomía
Platanthera obtusata fue descrita por (Banks ex Pursh) Lindl. y publicado en The Genera and Species of Orchidaceous Plants 284. 1835.
Etimología
El nombre genérico Platanthera deriva del griego y se refiere a la forma de las anteras de las flores ("flores con anteras grandes, planas"). 
Sinonimia
- Habenaria obtusata (Banks ex Pursh) Richardson
- Lysiella obtusata (Banks ex Pursh) Rydb.
- Orchis obtusata Banks ex Pursh[4]

subsp. oligantha (Turcz.) Hultén
- Lysiella obtusata subsp. oligantha (Turcz.) Tolm.
- Lysiella oligantha (Turcz.) Nevski
- Platanthera oligantha Turcz.
- Platanthera parvula Schltr.[5]